# Uskrsna košara
Uskrsna košara važan je tradicijski uskrsni element u mnogim europskim kulturama, posebice u Hrvatskoj, Poljskoj i drugim slavenskim zemljama, uključujući i pravoslavne vjernike. U tim tradicijama, uskrsna košara obično sadrži hranu koja se blagoslivlja u crkvi na Veliku subotu prilikom Vazmenog bdijenja ili ujutro na Uskrs. Košara je obložena bijelom lanenom ili čipkanom krpom, koja i pokriva sadržaj košare.
Tradicionalni predmeti u uskrsnoj košari obično su:
- uskrsna jaja (pisanice)
- kuhana jaja
- šunka
- kruh (ponekad poseban uskrsni kruh)
- Mladi luk, rotkvice
- sir
- kolači
- hren

Svaki predmet ima simbolično značenje. Na primjer, jaja predstavljaju novi život i Kristovo uskrsnuće, kruh predstavlja Isusa kao „Kruha života”, a hren predstavlja gorčinu Kristove žrtve. 
Djeca također koriste prazne uskrsne košare za prikupljanje jaja tijekom potrage za pisanicama ili čokoladnim jajima i zečevima.
Uskrsna košara sadrži neke namirnice koje su tradicionalno zabranjene za konzumiranje na Veliki petak (šunka, meso). Svećenik obično blagoslivlja sadržaj uskrsne košare na Veliku subotu, a njihov se sadržaj jede na gozbi nakon službe ili dan kasnije na Uskrs.
U zemljama zapadnog svijeta poput Sjedinjenih Američkih Država, uskrsne košare pune se pisanicama te slatkišima koji se nisu jeli za vrijeme korizme, zbog odricanja i posta.
U Poljskoj je Święconka ili „blagoslov uskrsnih košara” središnja tradicija na Veliku subotu. Tradicija datira iz 13. - 14. stoljeća u svom najranijem obliku. Košara je tradicionalno obložena bijelim lanenim ili čipkanim ubrusom i ukrašena grančicama šimšira, uskrsne zimzelene biljke. Košare s uzorcima uskrsne hrane donose se u crkvu na blagoslov na Veliku subotu. Nakon blagoslova, košare s hranom ostavljaju se do uskršnjeg jutra.
U SAD-u uskrsne košare ispunjene uskrsnim jajima, slatkišima i igračkama daruju se potrebitoj djeci ili starijim osobama.

## Galerija
- Uskrsna košara u Poljskoj.
- Pisanice u uskrsnim košarama u Armeniji.
- Uskrsna košara u SAD-u.
- Uskrsna košara od kruha u Poljskoj.